# MuSoc
MuSoc var navnet på en socialistisk musikbevægelse. Den havde sit højdepunkt i 1970'erne, og eksisterer endnu i ændret form som Musikforeningen MuSoc.

## MuSocs dannelse
MuSoc blev fra eftersommeren 1975 dannet og løst organiseret, især med udgangspunkt i de fagkritiske aktiviteter ved Musikinstituttet ved Aarhus Universitet, og inspireret af øvrige agitprop-aktiviteter og begreber som 'rød sanselighed' ved Fagkritisk Front, Århus Universitet.[kilde mangler]

## Baggrund i studenterbevægelsen
Fra midten af 1970'erne og femten år frem var Fagkritisk Front den afgørende studenterorganisering ved Universitetet og spillede en betydelig rolle for den socialistiske mobilisering i hele Århus. Dette var især tydeligt ved datidens spraglede 1. maj demonstrationer med 15-25.000 deltagere, ikke set hverken før eller siden. Men også gennem organiserede kontakter mellem grupper af studerende og socialistiske arbejdere på byens arbejdspladser. Og ikke mindst gennem et omfattende socialistisk og marxistisk skolingsarbejde blandt studerende ved universitetet og byens øvrige uddannelsesinstitutioner.[kilde mangler]

## Studenterfronten — Studenterbevægelsen i Århus fra 1968-71
Fagkritisk Front havde sin oprindelse i Studenterfronten, der blev dannet 1969-70 med direkte udspring i studenteroprøret og '1968' og kritiske grupper på de enkelte fag,[kilde mangler] blandt andet Gruppe 68 på Nordisk Institut. Ved den såkaldt Rektorvalgsaktion den 27. april 1971 besatte Studenterfronten universitetets administrationsbygning og fjernede stemmesedler fra et rektorvalg, som var foretaget i forbindelse med SR-regeringens forsøg på at indføre en omstridt styrelseslov for universiteterne. En styrelseslov som studenterbevægelsen, herunder Studenterfronten, bekæmpede som udemokratisk. Under parolen 'Én mand, én stemme!' argumenterede Studenterrådet for, at alle personer ved universiteterne (lærere, personale, studerende) skulle kunne stemme ved valg til universiteternes styrende organer. Ti fremtrædende aktivister blev stævnet ved byretten i Århus, men tiltalen blev frafaldet.[kilde mangler]
Appellen fra Studenterrådet, hvor Studenterfronten havde formandskabet, om en udsættelse af rektorvalget indtil der var opnået 'en endelig løsning på studenternes organiserede indflydelse på universitetets anliggende'[kilde mangler] fik intet resultat. Rektorvalget gik om, og professor Svend Bundgaard blev valgt efter styrelsesloven.[kilde mangler] Besættelsen var en iøjnefaldende aktion, som tirrede statsmagten, professorvældet og den almindelige borger ud i et medieraseri og kunne ses i sammenhæng med øvrige udenoms-parlamentariske aktioner i tiden. Som propaganda forstærkede den indtrykket af studenterbevægelsens og Studenterfrontens styrke, men opnåede næppe megen sympati hos det 'folk', som studenterbevægelsen i øvrigt erklærede sin sympati med, eksempelvis i den tidstypiske parole "Forskning for folket — ikke for profitten!"

## Fagkritisk Front og studenterbevægelsen, fagkritik 1971-75
Studenterfronten skiftede derfor strategi og karakter: fra det aktivistiske til en intern konsolidering. "Fagkritik!" blev hovedparolen.[kilde mangler] Dels den såkaldte 'eksterne fagkritik' som var solidaritetsarbejde omkring omfattede strejker og aktioner på arbejdspladser og uddannelsesinstitutioner, samt fagkritiske rapporter om kritisable forhold på arbejdspladser og miljø, og endelig politisk og teoretisk skoling. Dels den såkaldt 'interne fagkritik' der blev praktiseret som teoretisk-marxistisk, funderet kritik af styrelse, undervisning og forskning, studiernes og fagenes indhold, tradition og organisering, ved universitetet og andre uddannelsesinstitutioner. Man arbejdede for radikale ændringer af studieplaner og undervisningsformer (projektarbejde, tværfag) og for alternativ vidensproduktion. En del smågrupper forlod Fonten, mens den voksede sig større, 'moskva-kommunister', marxister-leninister, trotskitser. Fagkritisk Fronts teoretiske grundlag blev Karl Marx' kritik af den politiske økonomi, og man så sig selv som del af det nye, ny venstre. Kapitalisme-kritikere, men også kritisk over for såvel socialdemokratiet som partikommunisterne.

## Studenterbevægelsens kulturmobilisering 1975
Først i foråret 1975 med "undervisningsassistent-aktionen" og RUC-aktionerne for videreudvikling af det alternative potentiale ved Roskilde Universitet (RUC) blev massemobiliserende aktioner og demonstrationer igen sat på dagsordenen i et par år. Nu i mere spektakulær og kulturmobiliserende udformning. Musik, teater, film, festivals groede ud af bevægelsen. I en æstetisering af politikken. Og en politisering af æstetikken.
Et flertal af Fagkritisk Fronts medlemmer afgjorde ved en urafstemning i december 1975, at studenterbevægelsen også rent fysisk og praktisk skulle bevæge sig fra Bjerget til byen. Flere hundrede aktivister købte og opbyggede Fronthuset fra 1976. Urafstemning Arkiveret 10. marts 2007 hos  Wayback Machine. I 2006, ville adskillige lektorer, professorer, overlæger, redaktører, skolepsykologer, rektorer, akademiske chefer og fagforeningsfolk m.fl. samt almindeligt godtfolk i plus-minus halvtredserne vedkende sig et tidligere tilhørsforhold til Studenterfronten/Fagkritisk Front.[kilde mangler] Andre har travlt med at distancere sig i privatiseringens og revanchismens navne.[kilde mangler]

## MuSocs organisering og indhold
Dette var den umiddelbart historiske baggrund for MuSoc. Initiativet udgik fra en lille gruppe undervisere og studerende, men fik hurtigt snesevis af musicerende medlemmer, først og fremmest fra Musikinstituttet med enkelte andre medspillere. Navnet MuSoc blev dannet som modspil til den kapitalistiske konsumfremmende muzak.[kilde mangler]
MuSoc 7 var det første band, der spillede offentligt. Det foregik ved en fest i Stakladen ved Studenterhuset på Universitetet, for Fagkritisk Fronts såkaldte kriseprojekt i december 1975.

### Rock & Rul og kønspolitik og alternativ kultur
Sideløbende og senere blev dannet Musoc 9, Musoc 13, rene kvindepolitiske bands som Røde Wilma og Rosa, mandepolitiske bands som Jyske Knejte og Fædre og Sønner. På sin højde i slutningen af 1970'erne var omkring otte orkestre med 60-70 personer organiserede. Man anskaffede to fælles PA-anlæg og indrettede fra 1976 to øverum i Fronthuset, Mejlgade 53.[kilde mangler] Et sted hvor også det senere kultband Kliché fik øveplads. Fronthuset havde været en gammel fabrik med tre bygninger og to baggårde, som Fagkritisk Front købte gennem folkeaktier og renoverede og opbyggede med værtshus og køkken, mødelokaler, byhøjskole, filmklub, trykkeri, øvelokaler med videre.[kilde mangler] Huset var i 2006 stadig ejet af "Fronthuset", som fra 1987 overgik til udlejningsselskab til andre organiseringer med lignende aktiviteter

### Musikalsk basisideologi
MuSoc blev ikke alene husorkestre i Fronthuset og på MusikCafeen, men også ved fester og aktioner på byens uddannelsesinstitutioner. Det musikalske repertoire gik fra klassiske socialistiske fællessange i arbejdebevægelsens historie til nyere musikalske traditioner på den skandinaviske venstrefløj (Hoola Bandoola Band, Røde Mor, Holst & Würgler). Fra begyndelsen blev også skrevet lejlighedssange til demonstrationer og begivenheder og siden mere almene sange om det unge liv på tidens venstrefløj, kollektiver, parforhold, børneflokke.
Bevægelsen organiserede sig som basisdemokrati. Beslutninger blev truffet efter diskussioner og eventuelle flertalsafgørelser i plenum. Plenum nedsatte tværgående arbejdsgrupper og udvalg (arbejdsudvalg, teknik, PR), mens orkestrene i sig selv var naturlige grupper. Den socialistiske amatørideologi kom musikalsk til udtryk ved, at alle funktioner var ligeværdige og lige gyldige. Lydmanden MK var lige så betydningsfuld som leadvokalen og solisten. Orkestrene var fælles om øverum og en stigende mængde musikalsk grej. Bandmedlemmerne byttede instrumenter mellem numrene for ikke at falde i specialiseringens og perfektioneringens orkestergrav. Man dyrkede ikke den dygtige solist, men det kollektive udtryk. Hyren ved arrangementerne var beskeden og gik til det fælles udstyr, når transport og en kasse øl til musikken var betalt. Dog steg kravene med orkestrenes popularitet og arrangørernes evt. mere kommercielle formål.

### MuSoc sangbogen
Folk fra MuSoc redigerede MuSoc sangbogen, der på Fagkritisk Fronts forlag Fagtryk fra 1976 udkom i tre oplag i flere tusinde eksemplarer,[kilde mangler] og i tre-fem år var meget udbredt på den studerende århusianske venstrefløj. Sangbogen blev brugt til møder og fester og aktioner på uddannelsesinstitutionerne, i Fronten og i kollektiverne. MuSoc sangbogen rummer adskillige eksempler på mere eller mindre udbredte lejlighedssange, f.eks. Kvinde kend dit værd (1975), Kampsang for RUC (1976) samt oversatte sange fra kampen mod imperialismen (Juanita, El pueblo unido). Den havde smalt lommeformat, i springbind med løsbladssystem og fugtskyende omslag. Hver sang havde noder, becifringer og en kort introduktion.

## MuSoc 7 bliver til Hjerterknægt
MuSoc 7 eksisterede frem til slutningen af 1978, hvor orkestret brød med MuSocs amatørideologi, hvis mest renskurede tendens begrænsede den personlige og bandmæssige udfoldelse og dygtiggørelse, selv inden for rammerne af en anti-kapitalistisk selvforståelse.[kilde mangler] Kønskampen trådte ofte i stedet for musikaliteten, de nylesbiske kvinder stod stærkt i perioden. I stedet ville det reorganisered orkester prøve det musikalske og kritiske potentiale af som halvprofessionelt band under navnet Hjerterknægt. Bandet udgav musikkassetten "Graffiti" i 1980 med otte originale rock-reggae numre og fulgte i 1982 op med en såkaldt maxi-single med fire originale indspilninger.
Orkestret købte og lejede sig eget grej, betalte for eget øverum i kødbyen og blev medlem af bookingfællesskabet Århus Musikkontor, hvor blandt andet Taurus, senere TV-2 også var medlem. Hjerterknægt spillede i klubber, på musiksteder, gymnasier og uddannelsesinstitutioner og til demonstrationer. Fra begyndelsen skrev og komponerede bandet alt sit materiale selv, med inspiration fra Bob Dylan til C. V. Jørgensen, amerikansk rock, engelsk R&B, jamaicansk reggae og swahili-rock. Den faste besætning i perioden med disse udgivelser var seks mand på scenen og en bag pulten samt skiftende roadier.